# FMFS
FMFS（Free mathematics for student）是一个自由软件（GPL），有计算、二維或三維函数绘图功能，期望让中学学生有另外一个容易使用并且跨平台的数学软件，使用java写，主页在http://fmfs.ospdev.net/. 在2d绘图方面，它支持直角坐标系和极坐标系显函数，直角坐标参数方程，向量场，也可以画不等式和使用数据绘画线或多边形，并加上标签和标题，可设定绘画范围，颜色等或保存图形到硬盘。在3d绘图方面，它支持直角坐标系，圆柱坐标系和球面坐标系显函数，直角坐标参数方程，向量场，并加上标签和标题，可设定绘画范围，颜色，取样率和变换角等或保存图形到硬盘。在计算方面，有任意精度和双精度二种，支持一些整数，实数，複數，向量，矩阵，集合和多项式的常用数值运算。